# Scogli Scala (Croazia)
Gli scogli Scala (in croato Skala Velika e Skala Mala) sono una coppia di isolotti disabitati della Dalmazia settentrionale, in Croazia, situati a nord di Zut, nel mar Adriatico; fanno parte delle isole Incoronate. Amministrativamente appartengono al comune Morter-Incoronate, nella regione di Sebenico e Tenin.

## Geografia
I due scogli Scala si trovano ad ovest del canale di Sit (Sitski kanal) che divide Zut dalle isole di Sit, Sitno e Gangarol. Sono inoltre situati a nord-est di Glavoch, a est della parte meridionale dell'isola Lunga e a sud-est di Laudara.
- Scala Grande[4] (Skala Velika), di forma vagamente triangolare, è situato a 1,2 km[1] di distanza da Glavoch, tra quest'ultimo e Curba Piccola; ha una superficie di 0,122 km²[5], uno sviluppo costiero di 1,59 km[5] e un'altezza di 18 m[1]. L'isolotto, nelle vecchie mappe, veniva chiamato anche Curva-mala piccola[6] o Curva piccola[7]; nelle stesse mappe l'isolotto Curba Piccola era invece indicato come Curva grande.
- Scala Piccola[8] o scoglio Scala[6][7] (Skala Mala), a 1,6 km[1] da Zut e 270 m[1] a sud-est di Scala Grande; ha una superficie di 0,038 km², uno sviluppo costiero di 0,85 km[5] e l'altezza di 10,3 m[1] 43°54′36″N 15°15′52″E.

### Isole adiacenti
- Curba Piccola (Kurba Mala), a nord di Scala Grande, a circa 520 m[1] di distanza.
- Roncich[9], Socici[2], Koncich[6][7] o Loncich[3] (Rončić), scoglio a sud-est, a 580 m[1] circa da Scala Piccola, e a nord di valle Bisicovizza[6][10] o Bisicovazza[2] (uvala Bizikovica), insenatura all'estremità settentrionale di Zut. Lo scoglio ha un'area di 0,016 km²[5], uno sviluppo costiero di 0,52 km[5] e un'altezza di 6 m[1] 43°54′23″N 15°16′26″E.
- Glavoch (Glamoč), isolotto a sud-ovest a circa 1,25 km[1].
- Scogli Lazzaretti[6][7] o Trimoti[3] a sud-ovest: 
  - Lazzaretto Piccolo[11] (Trimulić Mali), a 1,1 km[1] da Scala Grande; ha una superficie di 7212 m²[12], uno sviluppo costiero di 311 m[12] e un'altezza di 8 m[1] 43°54′29″N 15°14′40″E;
  - Lazzaretto Grande[13] o Zernicovaz[7] (Trimulić Veli), a 850 m da Scala Grande; ha un'area di 0,018 km²[5], uno sviluppo costiero di 0,5 km[5] e un'altezza di 15 m[1] 43°54′23″N 15°15′04″E;
  - Trstikovac, piccolo scoglio rettangolare situato tra i due Lazzaretti, 710 m a nord di Glavoch; ha un'area di 7011 m²[12], uno sviluppo costiero di 373 m[12] e l'altezza di 2 m[1] 43°54′31″N 15°14′56″E.

### Cartografia
- (HR) Mappa topografica della Croazia 1:25000, su preglednik.arkod.hr. URL consultato il 27 febbraio 2017.
- G. Giani, Carta prospettiva delle Comuni censuarie della Dalmazia, foglio 2, 1839. Fondo Miscellanea cartografica catastale, Archivio di Stato di Trieste.
- Carta di cabottaggio del mare Adriatico, foglio VII, Milano, Istituto geografico militare, 1822-1824. URL consultato il 17 febbraio 2017 (archiviato dall'url originale il 13 aprile 2013).